# Tiro ai Giochi della XXX Olimpiade - Trap maschile
La gara di trap maschile dei Giochi della XXX Olimpiade si è svolta il 5 e il 6 2012. Hanno partecipato 34 atleti.

## Formato
L'evento si articola in due fasi: un turno di qualificazione e la finale.
Nella qualificazione, ogni atleta spara verso 125 piattelli, suddivisi in 5 fasi da 25 piattelli l'una. I primi 6 tiratori accedono alla finale.
Nella finale, ogni atleta spara verso 25 piattelli addizionali; il punteggio finale considera tutti i 150 colpi sparati.

## Record
Prima della competizione, i record olimpici e mondiali erano i seguenti:
| Qualificazione  | Qualificazione               | Qualificazione | Qualificazione       | Qualificazione |
| --------------- | ---------------------------- | -------------- | -------------------- | -------------- |
| Record mondiale | Giovanni Pellielo (Italia)   | 125            | Nicosia, Cipro       | 1º aprile 1994 |
| Record olimpico | Michael Diamond (Australia)  | 124            | Atlanta, Stati Uniti | 21 luglio 1996 |
| Intera gara     |                              |                |                      |                |
| Record mondiale | Karsten Bindrich (Germania)  | 149 (124+25)   | Nicosia, Cipro       | 10 luglio 2008 |
| Record olimpico | David Kostelecký (Rep. Ceca) | 146 (121+25)   | Pechino, Cina        | 10 agosto 2008 |

## Programma
| Data          | Ora (BST/UTC+1) | Turno          |
| ------------- | --------------- | -------------- |
| 5 agosto 2012 | 9:00            | Qualificazioni |
| 6 agosto 2012 | 9:00            | Qualificazioni |
| 6 agosto 2012 | 16:00           | Finale         |

## Turno di qualificazione
| Pos. | Atleta                | Nazione             | 1  | 2  | 3  | 4  | 5  | Totale | Spareggi | Note  |
| ---- | --------------------- | ------------------- | -- | -- | -- | -- | -- | ------ | -------- | ----- |
| 1    | Michael Diamond       | Australia           | 25 | 25 | 25 | 25 | 25 | 125    |          | Q, OR |
| 2    | Fehaid Al-Deehani     | Kuwait              | 25 | 24 | 25 | 25 | 25 | 124    |          | Q     |
| 3    | Jesús Serrano         | Spagna              | 24 | 25 | 24 | 25 | 25 | 123    |          | Q     |
| 4    | Massimo Fabbrizi      | Italia              | 25 | 24 | 25 | 24 | 25 | 123    |          | Q     |
| 5    | Anton Glasnović       | Croazia             | 25 | 24 | 25 | 24 | 24 | 122    |          | Q     |
| 6    | Giovanni Cernogoraz   | Croazia             | 25 | 25 | 24 | 24 | 24 | 122    |          | Q     |
| 7    | Boštjan Maček         | Slovenia            | 24 | 23 | 25 | 24 | 24 | 121    |          |       |
| 8    | Giovanni Pellielo     | Italia              | 23 | 25 | 24 | 24 | 25 | 121    |          |       |
| 9    | Maxim Kosarev         | Russia              | 23 | 25 | 25 | 24 | 24 | 121    |          |       |
| 10   | Rashid Al-Athba       | Qatar               | 24 | 25 | 24 | 24 | 24 | 121    |          |       |
| 11   | Karsten Bindrich      | Germania            | 24 | 25 | 25 | 23 | 23 | 121    |          |       |
| 12   | Erik Varga            | Slovacchia          | 24 | 25 | 24 | 25 | 23 | 121    |          |       |
| 13   | Aleksei Alipov        | Russia              | 24 | 22 | 25 | 25 | 24 | 120    |          |       |
| 14   | David Kostelecký      | Rep. Ceca           | 24 | 24 | 25 | 25 | 22 | 120    |          |       |
| 15   | Adam Vella            | Australia           | 23 | 23 | 23 | 25 | 25 | 119    |          |       |
| 16   | Manavjit Singh Sandhu | India               | 24 | 24 | 22 | 25 | 24 | 119    |          |       |
| 17   | Andreas Scherhaufer   | Austria             | 25 | 24 | 23 | 23 | 24 | 119    |          |       |
| 18   | Jiří Lipták           | Rep. Ceca           | 24 | 24 | 25 | 23 | 23 | 119    |          |       |
| 19   | Stéphane Clamens      | Francia             | 23 | 25 | 25 | 24 | 22 | 119    |          |       |
| 20   | Sergio Pinero         | Rep. Dominicana     | 22 | 25 | 25 | 23 | 23 | 118    |          |       |
| 21   | Ed Ling               | Gran Bretagna       | 23 | 24 | 25 | 25 | 21 | 118    |          |       |
| 22   | Ahmed Zaher           | Egitto              | 23 | 22 | 23 | 24 | 25 | 117    |          |       |
| 23   | Glenn Kable           | Figi                | 23 | 22 | 24 | 24 | 24 | 117    |          |       |
| 24   | Oğuzhan Tüzün         | Turchia             | 23 | 23 | 25 | 24 | 22 | 117    |          |       |
| 25   | Alberto Fernández     | Spagna              | 22 | 23 | 25 | 23 | 23 | 116    |          |       |
| 26   | Talal Al-Rashidi      | Kuwait              | 24 | 23 | 23 | 23 | 23 | 116    |          |       |
| 27   | Derek Burnett         | Irlanda             | 24 | 23 | 23 | 23 | 23 | 116    |          |       |
| 28   | Jean Pierre Brol      | Guatemala           | 25 | 22 | 24 | 22 | 23 | 116    |          |       |
| 29   | Danilo Caro Guarnieri | Colombia            | 24 | 23 | 22 | 24 | 22 | 115    |          |       |
| 30   | Du Yu                 | Cina                | 22 | 23 | 22 | 22 | 23 | 112    |          |       |
| 31   | Juan Carlos Pérez     | Bolivia             | 23 | 22 | 23 | 21 | 21 | 110    |          |       |
| 32   | Dhaher Al-Aryani      | Emirati Arabi Uniti | 21 | 21 | 23 | 23 | 19 | 107    |          |       |
| 33   | Joan Tomas Roca       | Andorra             | 21 | 19 | 20 | 21 | 22 | 103    |          |       |
| 34   | Andrej Kavalenka      | Bielorussia         | 24 | 16 | 19 | 23 | 19 | 101    |          |       |

## Finale
| Pos. | Atleta              | nazione   | Qual. | Finale | Totale | Spar. | note   |
| ---- | ------------------- | --------- | ----- | ------ | ------ | ----- | ------ |
| 1    | Giovanni Cernogoraz | Croazia   | 122   | 24     | 146    | 6     | OR eg. |
| 2    | Massimo Fabbrizi    | Italia    | 123   | 23     | 146    | 5     | OR eg  |
| 3    | Fehaid Al-Deehani   | Kuwait    | 124   | 21     | 145    | 4     |        |
| 4    | Michael Diamond     | Australia | 125   | 20     | 145    | 3     |        |
| 5    | Jesus Serrano       | Spagna    | 123   | 21     | 144    |       |        |
| 6    | Anton Glasnovic     | Croazia   | 122   | 21     | 143    |       |        |